# Edward Álvares de Campos Abreu
Edward Álvares de Campos Abreu foi um político brasileiro do estado de Minas Gerais.
Edward Álvares foi deputado estadual de Minas Gerais durante a 12ª legislatura (1993 - 1994), como suplente de alguns deputados afastados.